# ملز، سامرست
ملز (به انگلیسی: Mells) یک روستا و محله مدنی در بریتانیا است که در مندیپ واقع شده‌است. ملز ۶۳۸ نفر جمعیت دارد.